# Горан Гатарич
Горан Гатарич (на сръбски: Goran Gatarić) е сръбски художник с независима дейност.

## Биография
Роден на 14 октомври 1961 г. в град Суботиње, област Какан (Босна и Херцеговина, СФРЮ). Живял и работил е в Зеница и Сараево.
В началото на 90-те се мести в Милано и прекарва няколко години в Италия. През това време се запознава с художествения критик Мария Кампители, която го съветва да остане в Италия и да развие кариерата си там. Въпреки това, внезапната промяна на събитията, довели до гражданската война в Босна, го карат да напусне Италия, за да се върне обратно. По време на войната Гатарич създава своето творчество, което привлича изключителен интерес, особено между военните чиновници в СФРЮ, които са основните купувачи на изкуство по време на гражданската война. След нейния край, Гатарич се мести в Братунац, Босна и Херцеговина, за да организира свои собствени и индивидуални изложби.
Горан Гатарич живее в областта Мачва (Долни Срем) в Сърбия.

## Изложби и награди
- 1988, Зеница, Босна и Херцеговина, Групова изложба, Колекция на Томислав Перажич.
- 1994, Илиджа, Сараево, Босна и Херцеговина, Събрание на художници от Република Сръбска, Носител Първа Награда.
- 1994, Нови Сад, Сърбия, Индивидуална изложба, „Представянето на ИзточноСараево“.
- 1996, Любовия, Босна и Херцеговина, Индивидуална изложба.
- 1997, Пале, Босна и Херцеговина, Художествената колония в Пале.
- 1999, Братунац, Босна и Херцеговина, Групова изложба.
- 2000, Зворник, Босна и Херцеговина, Групова изложба (Колекции на Горан Гатарич, Бранко Никитович, Обрен Кръстич).

Днес, негови творби красят домовете на известни сръбски личности като Никола Койо, Драган Белогърлич, Мира Булатович, Никола Колевич, Исидора Бйелица, Желко Самараджич и други. Някои от неговите творби са поместени и в Сръбския Народен театър в Нови Сад.